# Posició del coit lateral

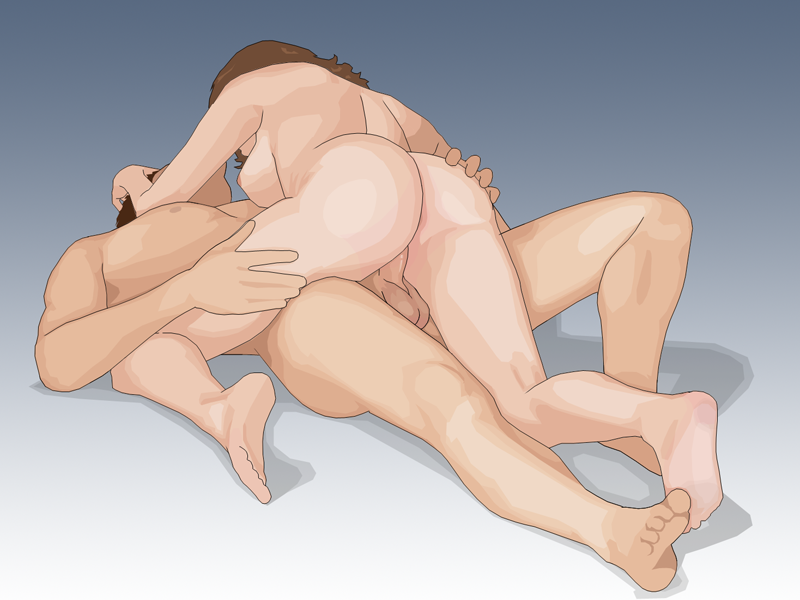
Il·lustració d'una parella que exemplifica la posició del coit lateral.

Dibuix de la posició del coit lateral.

La posició del coit lateral és una posició sexual descrita per Masters and Johnson en el seu Human Sexual Response (Resposta sexual dels humans).

## Tècnica
1. L'home aixeca lleugerament la cama dreta de la dona amb la seva mà esquerra.
2. L'home comença a doblegar el genoll esquerre sense aixecar-lo del llit. Mou cap a fora el genoll mentre el doblega, obrint l'interior de la cama esquerra cap al sostre. Mou la cama esquerra amunt i avall fins que passi per sota del genoll dret de la dona que havia aixecat.
3. Mentrestant, la dona es recolza sobre la seva esquerra, i posa el seu pes sobre el genoll esquerre. Això li permet estirar estirar cap enrere la cama dreta que tenia aixecada, posant-la a dins de la cama esquerra que l'home té doblegada.
4. Un cop les cames estan intercanviades, la dona s'inclina cap al pit de l'home. Ell subjecta el cos de la dona amb les dues mans contra el seu cos.
5. Els dos giren a la vegada cap a la dreta de la dona (l'esquerra de l'home), on reposa la part superior del cos de la dona. Ella es pot recolzar sobre el seu colze dret o recolzar el cap sobre un coixí. L'home gira sobre la seva esquena. En aquest moment, l'home està estirat sobre la seva esquena i el tors de la dona és gairebé perpendicular a la de l'home. Les espatlles de la dona estan gairebé verticals, amb l'espatlla esquerra més amunt que la dreta. El seu tors està girat de manera que la seva pelvis reposa horitzontalment sobre la pelvis de l'home. Tot el pes de la dona està sobre el seu costat dret i el seu colze.